# أملج أرجواني
أملج أرجواني (الاسم العلمي:Phyllanthus purpureus) هو نوع من النباتات يتبع جنس الأملج من الفصيلة الأملجية.